# Кастерле
Кастерле (на нидерландски: Kasterlee) е селище в Северна Белгия, окръг Тьорнхаут на провинция Антверпен. Намира се на 8 km южно от град Тьорнхаут. Населението му е около 17 900 души (към 2006 г.).